# مجازة
المَجَازة هو مسار أو طريق أو سكة حديد على النقطة العليا عبر مكان منخفض أو رطب أو بقعة من الماء.  يمكن أن تكون مبنية من التراب أو الحجارة أو الخشب أو الخرسانة. أحد أقدم المجازات الخشبية المعروفة هو ممر الحلو في أنكلترة والذي يعود تاريخه إلى العصر الحجري الحديث.